# Frederick Piper
Frederick Piper, född 23 september 1902 i London, död 22 september 1979 i Berkshire, var en brittisk skådespelare.

## Rollista i urval
- 1934 – Mannen som visste för mycket
- 1935 – De 39 stegen
- 1936 – Fåglarna sjunga klockan 1.45
- 1937 – Ung och oskyldig
- 1939 – Värdshuset Jamaica
- 1941 – 49:de breddgraden
- 1942 – Havet är vårt öde
- 1943 – San Demetrio
- 1947 – Joe och gänget
- 1948 – Äventyrens man
- 1949 – Biljett till Burgund
- 1950 – Blå lyktan
- 1951 – Jag stal en miljon
- 1960 – Det perfekta inbrottet
- 1961 – Ååh, en sån skräcknatt
- 1962 – Bara två kan leka så
- 1967 – The Prisoner (TV-serie)